# Mesohippus
Mesohippus is een geslacht van uitgestorven zoogdieren, dat voorkwam in het Midden-Oligoceen. Het was een voorouder van het paard, dat 25 tot 40 miljoen jaar geleden in Noord-Amerika leefde na de tijd van de Eoceen en Oligoceen.

## Kenmerken
Met een gemiddelde schouderhoogte van ongeveer zestig centimeter was Mesohippus aanzienlijk groter dan zijn voorganger Hyracotherium. Dit was met name te danken aan zijn aanzienlijk langere benen dan zijn voorganger Eohippus, evenals de achterwaartse ontwikkeling van de rugboog, typerend voor de Hyracotherium. Mesohippus had op dit punt nog geen hoef ontwikkeld, maar had nog steeds kussens zoals te zien bij Hyracotherium en Orohippus. Het gewicht wordt geschat op ongeveer vierendertig kilogram. Het dier had nog drie tenen op de achterpoten, maar nu ook drie tenen op de voorpoten met de middelste teen uitstekend. Het gezicht van Mesohippus was langer en groter dan eerdere paarden. Het had een lichte gezichtsfossa of verlaging in de schedel. De ogen waren ronder en stonden verder uit elkaar en verder terug dan bij Hyracotherium. Bovendien vormden zich snijtanden die het mogelijk maakten om harder grasvoedsel te eten. De schedel toont een uitdieping, die ook werd bewaard bij latere paardachtigen. Deze aanpassingen suggereren een verandering in de leefruimte. Het vochtige klimaat tijdens de Hyracotherium-periode werd droger en geleidelijk ontstond een meer open steppeachtig landschap met struiken, struikgewas en kleinere struiken, die Mesohippus gebruikte als voedselbasis.
In tegenstelling tot eerdere paarden, waren de tanden laag gekroond en bevatten ze een enkele opening achter de voortanden, waar het bit nu rust bij het moderne paard. Bovendien had het nog een slijptand, waardoor het in totaal zes was. Mesohippus was een grazer die zich voedde met tedere twijgen en fruit. De hersenhelft of de schedelholte was aanzienlijk groter dan die van zijn voorgangers. Zijn brein was vergelijkbaar met dat van moderne paarden.

## Leefwijze
Dit dier had de bossen verlaten en leefde op het open land, waar het vermogen ontwikkeld werd om te rennen en te draven. Zijn voeding bestond vooral uit blaadjes van struiken en lage bomen.

## Vondsten
Resten van dit dier werden gevonden in Noord-Amerika.

## Soorten
- M. bairdi
- M. barbouri
- M. braquistylus
- M. equiceps
- M. hypostylus
- M. intermedius
- M. latidens
- M. longiceps
- M. metulophus
- M. montanensis
- M. obliquidens
- M. proteulophus
- M. westoni

## Afbeeldingen

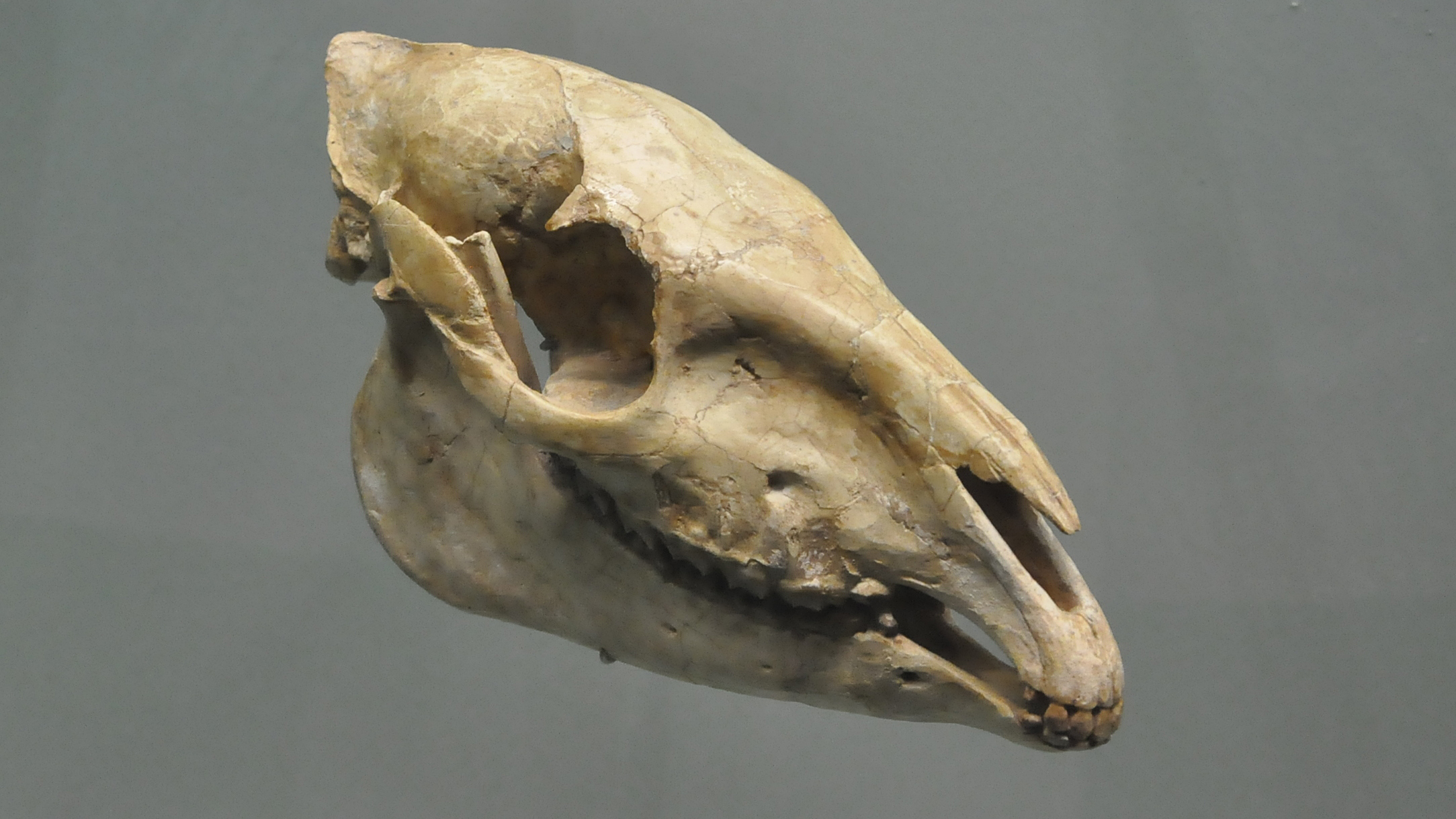
Kop van een mesohippus in het Denver Museum of Nature and Science